# Юс (буква древнепермского алфавита)
Юс (𐍵, коми я, также я) — дополнительная буква древнепермского алфавита, использовавшегося для записи языка коми и в качестве тайнописи старорусского языка.

## Использование
Буква 𐍵 использовалась в значении кириллической буквы ѧ. 𐍵 соответствует кириллической букве А а (после мягких согласных) в алфавите Молодцова и букве Я я в современном алфавите. В русских тайнописных текстах также соответствует ѧ.

## Порядковый номер в алфавите
В списках древнепермского алфавита буква 𐍵 может стоять после ыры. В. И. Лыткин относит 𐍵 к дополнительным буквам, использующимся преимущественно в русских заимствованиях, и условно помещает её в конец алфавита, на тридцать четвёртую позицию (вместе с я).

## Название
В. И. Лыткин условно называет эту букву я по аналогии с кириллической, объединяя её под этим названием с 𐍴. В Юникоде юс называется англ. ia, а я — англ. ya.

## Начертание
Буква происходит от кириллической ѧ.

## Кодировка
Буква была закодирована в блоке Юникода «Древнепермское письмо» (англ. Old Permic) в версии 7.0, вышедшей 16 июня 2014 года, под кодом U+10375.